# Code 128

"Wikipedia" in Code 128B

Code 128 è un codice a barre che permette di rappresentare tutti e 128 caratteri del codice ASCII (a 7 bit). Le specifiche di riferimento sono espresse dal ISO/IEC 15417:2007.
Prevede tre tipi di codifiche che possono coesistere contemporaneamente in un unico codice a barre: Code 128A, Code 128B, Code 128C.
Un'applicazione molto diffusa in ambito logistico del code 128 è il GS1-128.

## Applicazioni
Un sottoinsieme del Code 128, molto diffuso in ambito logistico (spedizioni e confezionamento), è il GS1-128 (conosciuto come UCC/EAN-128).
È usato per l'identificazione dei container e dei pallet nella catena di distribuzione. Lo standard di riferimento è ISO/IEC 15417:2007.

## Specifiche

sezioni del codice a barre Code 128 (GS1-128). 1: Quiet zone, 2: Simbolo di start, 3: [FNC1]+codifica dei dati, 4: codice di controllo, 5: Simbolo di stop

Un codice a barre Code 128 prevede sei sezioni:
- carattere di start
- codifica dei dati
- codice di controllo
- carattere di stop
- Quiet Zone ovvero l'area che intercorre tra il codice a barre e altre linee verticali

Il codice di controllo è calcolato da una produttoria (modulo 103) di tutti i caratteri.

### Tipologie di Code 128
Code 128 prevede 107 simboli: 103 simboli per i dati, 3 simboli di start, 1 simbolo di stop.
Per rappresentare tutti e 128 caratteri ASCII, ci sono tre set di caratteri (A, B, C), i quali possono essere fusi in un unico codice a barre (usando codici 98 e 99 tra i set di caratteri A e B, 100 tra i set di caratteri A e C, 101 tra i set di caratteri B e C):
- 128A (Code Set A) - codici ASCII da 00 a 95 (0-9, A-Z e codici di controllo), caratteri speciali, e FNC 1-4
- 128B (Code Set B) - codici ASCII da 32 a 127 (0-9, A-Z, a-z), caratteri speciali, e FNC 1-4
- 128C (Code Set C) - 00-99 (ciascuna coppia di numeri viene codificata con un solo codice) e FNC1

### Quiet zone
Per Quiet zone si intende l'area che intercorre tra il codice a barre e altre linee verticali. La Quiet zone dovrebbe essere almeno dieci volte la larghezza della barra più stretta / elemento spazio. È obbligatoria sul lato destro e sinistro del codice a barre. La quiet zone non deve essere inferiore a 6,4 millimetri di larghezza.

### Bit di Start/Bit di stop e codifica dei dati
Ogni carattere del codice a barre:
- è composto da tre barre e tre spazi. (il bit di stop possiede un'ulteriore barra aggiuntiva di lunghezza 2)
- ogni barra o spazio ha una larghezza di 1, 2, 3 o 4 unità di larghezza
- la somma delle larghezze delle barre deve essere pari
- la somma delle larghezze degli spazi deve essere dispari
- la somma totale di barre e spazi deve essere uguale a 11 unità di larghezza per carattere

Per esempio, la codifica ASCII del valore 0 può essere vista come 10011101100, dove la cifra 1 (uno) è una barra e lo 0 è uno spazio. Una combinazione che contiene un singolo 1 sarebbe la linea più sottile del codice a barre. Una combinazione di tre 1 (111) in sequenza indica una barra tre volte più spessa rispetto ad una singola barra 1.

### Calcolo del codice di controllo
Il codice di controllo è un Modulo 103 checksum. Viene calcolato sommando il 'valore' del codice di start ai prodotti di ogni carattere moltiplicato per la sua posizione nella stringa del codice a barre. Il carattere di start e il primo valore codificato è in posizione 1. La somma del valore del codice di start ed i prodotti vengono poi divisi per 103. Il resto della divisione è la cifra di controllo del 'valore' che viene poi convertito in un carattere aggiunto alla fine del codice a barre.

### Utilizzo FNC4 per codificare i caratteri Latin-1 (160-255)
Funzione 4 (FNC4) può essere utilizzato per codificare, in un codice a barre Code 128, tutti i caratteri dello standard LATIN-1 (ISO-8859-1, ovvero una specifica dello ISO-8859).
Nei codici a barre vengono memorizzati i 7 bit meno significativi del carattere da codificare; viene usato il delimitatore FNC4 (singolo o doppio) per indicare che i caratteri sono ASCII esteso e che per essere decodificati deve venir sommato 128 al valore ASCII.
In fase di decodifica (da codice a barre a stringa), quando un singolo FNC4 è presente in una stringa, il carattere successivo sarà un carattere ASCII esteso (160-255). Per evitare di dover usare un FNC4 per ogni carattere ASCII esteso, è prevista una modalità per passare da ASCII standard ad ASCII esteso: tutto il testo in ASCII esteso dovrà essere delimitato da due coppie di FNC4. Un singolo FNC4 all'interno di due coppie FNC4, indica che il carattere successivo è un carattere ASCII standard.

### Larghezze delle barre e degli spazi
Il Code128 prevede una combinazione di 6 barre e spazi per ogni carattere, tranne il carattere di stop, che ne utilizza 7.
Così, ogni carattere inizia con una barra e termina con uno spazio (con l'eccezione del carattere di stop, che termina con una barra). Le seguenti tabelle dettagliano le larghezze associate a ciascuna barra e spazio per ciascun carattere. La larghezza di ciascuna barra o spazio può essere di 1, 2, 3 o 4 unità. Nelle tabelle seguenti, una 'A' sarà rappresentata con il pattern 10100011000, o 111323 come sequenza delle larghezze di barre e spazi.
| Valore | 128A                                      | 128B                                      | 128C                                      | codice ASCII (Common/Barcodesoft) | Caratteri (Common/Barcodesoft) | Pattern delle Barre/Spazi | Larghezza delle Barre/Spazi |
| ------ | ----------------------------------------- | ----------------------------------------- | ----------------------------------------- | --------------------------------- | ------------------------------ | ------------------------- | --------------------------- |
| 0      | spazio                                    | spazio                                    | 00                                        | 0032 o 0212 / 252                 | Spazio o Ô / ü                 | 11011001100               | 212222                      |
| 1      | !                                         | !                                         | 01                                        | 33                                | !                              | 11001101100               | 222122                      |
| 2      | "                                         | "                                         | 02                                        | 34                                | "                              | 11001100110               | 222221                      |
| 3      | #                                         | #                                         | 03                                        | 35                                | #                              | 10010011000               | 121223                      |
| 4      | $                                         | $                                         | 04                                        | 36                                | $                              | 10010001100               | 121322                      |
| 5      | %                                         | %                                         | 05                                        | 37                                | %                              | 10001001100               | 131222                      |
| 6      | &                                         | &                                         | 06                                        | 38                                | &                              | 10011001000               | 122213                      |
| 7      | '                                         | '                                         | 07                                        | 39                                | '                              | 10011000100               | 122312                      |
| 8      | (                                         | (                                         | 08                                        | 40                                | (                              | 10001100100               | 132212                      |
| 9      | )                                         | )                                         | 09                                        | 41                                | )                              | 11001001000               | 221213                      |
| 10     | *                                         | *                                         | 10                                        | 42                                | *                              | 11001000100               | 221312                      |
| 11     | +                                         | +                                         | 11                                        | 43                                | +                              | 11000100100               | 231212                      |
| 12     | ,                                         | ,                                         | 12                                        | 44                                | ,                              | 10110011100               | 112232                      |
| 13     | -                                         | -                                         | 13                                        | 45                                | -                              | 10011011100               | 122132                      |
| 14     | .                                         | .                                         | 14                                        | 46                                | .                              | 10011001110               | 122231                      |
| 15     | /                                         | /                                         | 15                                        | 47                                | /                              | 10111001100               | 113222                      |
| 16     | 0                                         | 0                                         | 16                                        | 48                                | 0                              | 10011101100               | 123122                      |
| 17     | 1                                         | 1                                         | 17                                        | 49                                | 1                              | 10011100110               | 123221                      |
| 18     | 2                                         | 2                                         | 18                                        | 50                                | 2                              | 11001110010               | 223211                      |
| 19     | 3                                         | 3                                         | 19                                        | 51                                | 3                              | 11001011100               | 221132                      |
| 20     | 4                                         | 4                                         | 20                                        | 52                                | 4                              | 11001001110               | 221231                      |
| 21     | 5                                         | 5                                         | 21                                        | 53                                | 5                              | 11011100100               | 213212                      |
| 22     | 6                                         | 6                                         | 22                                        | 54                                | 6                              | 11001110100               | 223112                      |
| 23     | 7                                         | 7                                         | 23                                        | 55                                | 7                              | 11101101110               | 312131                      |
| 24     | 8                                         | 8                                         | 24                                        | 56                                | 8                              | 11101001100               | 311222                      |
| 25     | 9                                         | 9                                         | 25                                        | 57                                | 9                              | 11100101100               | 321122                      |
| 26     | :                                         | :                                         | 26                                        | 58                                | :                              | 11100100110               | 321221                      |
| 27     | ;                                         | ;                                         | 27                                        | 59                                | ;                              | 11101100100               | 312212                      |
| 28     | <                                         | <                                         | 28                                        | 60                                | <                              | 11100110100               | 322112                      |
| 29     | =                                         | =                                         | 29                                        | 61                                | =                              | 11100110010               | 322211                      |
| 30     | >                                         | >                                         | 30                                        | 62                                | >                              | 11011011000               | 212123                      |
| 31     | ?                                         | ?                                         | 31                                        | 63                                | ?                              | 11011000110               | 212321                      |
| 32     | @                                         | @                                         | 32                                        | 64                                | @                              | 11000110110               | 232121                      |
| 33     | A                                         | A                                         | 33                                        | 65                                | A                              | 10100011000               | 111323                      |
| 34     | B                                         | B                                         | 34                                        | 66                                | B                              | 10001011000               | 131123                      |
| 35     | C                                         | C                                         | 35                                        | 67                                | C                              | 10001000110               | 131321                      |
| 36     | D                                         | D                                         | 36                                        | 68                                | D                              | 10110001000               | 112313                      |
| 37     | E                                         | E                                         | 37                                        | 69                                | E                              | 10001101000               | 132113                      |
| 38     | F                                         | F                                         | 38                                        | 70                                | F                              | 10001100010               | 132311                      |
| 39     | G                                         | G                                         | 39                                        | 71                                | G                              | 11010001000               | 211313                      |
| 40     | H                                         | H                                         | 40                                        | 72                                | H                              | 11000101000               | 231113                      |
| 41     | I                                         | I                                         | 41                                        | 73                                | I                              | 11000100010               | 231311                      |
| 42     | J                                         | J                                         | 42                                        | 74                                | J                              | 10110111000               | 112133                      |
| 43     | K                                         | K                                         | 43                                        | 75                                | K                              | 10110001110               | 112331                      |
| 44     | L                                         | L                                         | 44                                        | 76                                | L                              | 10001101110               | 132131                      |
| 45     | M                                         | M                                         | 45                                        | 77                                | M                              | 10111011000               | 113123                      |
| 46     | N                                         | N                                         | 46                                        | 78                                | N                              | 10111000110               | 113321                      |
| 47     | O                                         | O                                         | 47                                        | 79                                | O                              | 10001110110               | 133121                      |
| 48     | P                                         | P                                         | 48                                        | 80                                | P                              | 11101110110               | 313121                      |
| 49     | Q                                         | Q                                         | 49                                        | 81                                | Q                              | 11010001110               | 211331                      |
| 50     | R                                         | R                                         | 50                                        | 82                                | R                              | 11000101110               | 231131                      |
| 51     | S                                         | S                                         | 51                                        | 83                                | S                              | 11011101000               | 213113                      |
| 52     | T                                         | T                                         | 52                                        | 84                                | T                              | 11011100010               | 213311                      |
| 53     | U                                         | U                                         | 53                                        | 85                                | U                              | 11011101110               | 213131                      |
| 54     | V                                         | V                                         | 54                                        | 86                                | V                              | 11101011000               | 311123                      |
| 55     | W                                         | W                                         | 55                                        | 87                                | W                              | 11101000110               | 311321                      |
| 56     | X                                         | X                                         | 56                                        | 88                                | X                              | 11100010110               | 331121                      |
| 57     | Y                                         | Y                                         | 57                                        | 89                                | Y                              | 11101101000               | 312113                      |
| 58     | Z                                         | Z                                         | 58                                        | 90                                | Z                              | 11101100010               | 312311                      |
| 59     | [                                         | [                                         | 59                                        | 91                                | [                              | 11100011010               | 332111                      |
| 60     | \                                         | \                                         | 60                                        | 92                                | \                              | 11101111010               | 314111                      |
| 61     | ]                                         | ]                                         | 61                                        | 93                                | ]                              | 11001000010               | 221411                      |
| 62     | ^                                         | ^                                         | 62                                        | 94                                | ^                              | 11110001010               | 431111                      |
| 63     | _                                         | _                                         | 63                                        | 95                                | _                              | 10100110000               | 111224                      |
| 64     | NUL                                       | `                                         | 64                                        | 96                                | `                              | 10100001100               | 111422                      |
| 65     | SOH                                       | a                                         | 65                                        | 97                                | a                              | 10010110000               | 121124                      |
| 66     | STX                                       | b                                         | 66                                        | 98                                | b                              | 10010000110               | 121421                      |
| 67     | ETX                                       | c                                         | 67                                        | 99                                | c                              | 10000101100               | 141122                      |
| 68     | EOT                                       | d                                         | 68                                        | 100                               | d                              | 10000100110               | 141221                      |
| 69     | ENQ                                       | e                                         | 69                                        | 101                               | e                              | 10110010000               | 112214                      |
| 70     | ACK                                       | f                                         | 70                                        | 102                               | f                              | 10110000100               | 112412                      |
| 71     | BEL                                       | g                                         | 71                                        | 103                               | g                              | 10011010000               | 122114                      |
| 72     | BS                                        | h                                         | 72                                        | 104                               | h                              | 10011000010               | 122411                      |
| 73     | HT                                        | i                                         | 73                                        | 105                               | i                              | 10000110100               | 142112                      |
| 74     | LF                                        | j                                         | 74                                        | 106                               | j                              | 10000110010               | 142211                      |
| 75     | VT                                        | k                                         | 75                                        | 107                               | k                              | 11000010010               | 241211                      |
| 76     | FF                                        | l                                         | 76                                        | 108                               | l                              | 11001010000               | 221114                      |
| 77     | CR                                        | m                                         | 77                                        | 109                               | m                              | 11110111010               | 413111                      |
| 78     | SO                                        | n                                         | 78                                        | 110                               | n                              | 11000010100               | 241112                      |
| 79     | SI                                        | o                                         | 79                                        | 111                               | o                              | 10001111010               | 134111                      |
| 80     | DLE                                       | p                                         | 80                                        | 112                               | p                              | 10100111100               | 111242                      |
| 81     | DC1                                       | q                                         | 81                                        | 113                               | q                              | 10010111100               | 121142                      |
| 82     | DC2                                       | r                                         | 82                                        | 114                               | r                              | 10010011110               | 121241                      |
| 83     | DC3                                       | s                                         | 83                                        | 115                               | s                              | 10111100100               | 114212                      |
| 84     | DC4                                       | t                                         | 84                                        | 116                               | t                              | 10011110100               | 124112                      |
| 85     | NAK                                       | u                                         | 85                                        | 117                               | u                              | 10011110010               | 124211                      |
| 86     | SYN                                       | v                                         | 86                                        | 118                               | v                              | 11110100100               | 411212                      |
| 87     | ETB                                       | w                                         | 87                                        | 119                               | w                              | 11110010100               | 421112                      |
| 88     | CAN                                       | x                                         | 88                                        | 120                               | x                              | 11110010010               | 421211                      |
| 89     | EM                                        | y                                         | 89                                        | 121                               | y                              | 11011011110               | 212141                      |
| 90     | SUB                                       | z                                         | 90                                        | 122                               | z                              | 11011110110               | 214121                      |
| 91     | ESC                                       | {                                         | 91                                        | 123                               | {                              | 11110110110               | 412121                      |
| 92     | FS                                        | \|                                        | 92                                        | 124                               | \|                             | 10101111000               | 111143                      |
| 93     | GS                                        | }                                         | 93                                        | 125                               | }                              | 10100011110               | 111341                      |
| 94     | RS                                        | ~                                         | 94                                        | 126                               | ~                              | 10001011110               | 131141                      |
| 95     | US                                        | DEL                                       | 95                                        | 200 / 240                         | È / ð                          | 10111101000               | 114113                      |
| 96     | FNC 3                                     | FNC 3                                     | 96                                        | 201 / 241                         | É / ñ                          | 10111100010               | 114311                      |
| 97     | FNC 2                                     | FNC 2                                     | 97                                        | 202 / 242                         | Ê / ò                          | 11110101000               | 411113                      |
| 98     | Shift B                                   | Shift A                                   | 98                                        | 203 / 243                         | Ë / ó                          | 11110100010               | 411311                      |
| 99     | Code C                                    | Code C                                    | 99                                        | 204 / 244                         | Ì / ô                          | 10111011110               | 113141                      |
| 100    | Code B                                    | FNC4                                      | Code B                                    | 205 / 245                         | Í / õ                          | 10111101110               | 114131                      |
| 101    | FNC 4                                     | Code A                                    | Code A                                    | 206 / 246                         | Î / ö                          | 11101011110               | 311141                      |
| 102    | FNC 1                                     | FNC 1                                     | FNC 1                                     | 207 / 247                         | Ï / ÷                          | 11110101110               | 411131                      |
| 103    | Codice di start A                         | Codice di start A                         | Codice di start A                         | 208 / 248                         | Ð / ø                          | 11010000100               | 211412                      |
| 104    | Codice di start B                         | Codice di start B                         | Codice di start B                         | 209 / 249                         | Ñ / ù                          | 11010010000               | 211214                      |
| 105    | Codice di start C                         | Codice di start C                         | Codice di start C                         | 210 / 250                         | Ò / ú                          | 11010011100               | 211232                      |
| 106    | Stop (7 barre/spazi)                      | Stop (7 barre/spazi)                      | Stop (7 barre/spazi)                      | 211 / 251                         | Ó / û                          | 1100011101011             | 2331112                     |
| —      | non usati per prevenire errori di lettura | non usati per prevenire errori di lettura | non usati per prevenire errori di lettura | —                                 | —                              | 11010111000               | 211133                      |